# 대한민국의 중앙선거관리위원회 위원
중앙선거관리위원회위원은 대한민국 중앙선거관리위원회의 위원이다.
중앙선거관리위원회는 대통령이 임명하는 3인, 국회에서 선출(국회 본회의 의결,국회의원 재적 과반 출석에 과반 찬성)하는 3인, 대법원장이 지명하는 3인 등 총 9인으로 구성되는 합의제 기관이며, 위원의 임기는 6년이다. 위원은 국회의 인사청문을 거쳐 임명·선출 또는 지명하여야 하며, 위원장과 상임위원은 위원 중에서 호선하며 대법관이 위원장으로 선출되는 것이 관례로 되어 있다. 위원은 특정 정당에 가입하거나 정치활동 또는 정치에 관여하는 것이 금지되어
정치적 중립성을 지켜야 하며, 헌법과 법률로 위원의 임기와 신분을 보장하여 외부의 간섭과 영향을 배제함으로써 직무의 공정성을 확보한다.

## 현임
| 구분     | 이름   | 임기시작        | 취임 절차                    | 주요 경력                                                                          |
| -------- | ------ | --------------- | ---------------------------- | ---------------------------------------------------------------------------------- |
| 위원장   | 노태악 | 2022년 5월 7일  | 대법원장 지명                | 대법관                                                                             |
| 상임위원 | 김필곤 | 2022년 5월 17일 | 대통령 임명                  | 대전지방법원 법원장                                                                |
| 위원     | 김창보 | 2019년 3월 19일 | 대법원장 지명                | 법원행정처 차장 & 서울고등법원장                                                   |
| 위원     | 이승택 | 2020년 3월 18일 | 대통령 임명                  | 법무법인(유한) 대륙아주 변호사 & 창원지방법원 진주지원장                           |
| 위원     | 정은숙 | 2020년 3월 18일 | 대통령 임명                  | 법무법인 수륜아시아 변호사 & 세종대학교 공공정책대학원 겸임교수                    |
| 위원     | 조병현 | 2021년 1월 8일  | 국회 선출(미래통합당 추천)   | 법무법인 평안 대표 변호사 & 수원지방법원·수원가정법원 안산지원 광명시법원 원로법관 |
| 위원     | 조성대 | 2021년 1월 8일  | 국회 선출(더불어민주당 추천) | 한국선거학회 기획이사                                                              |
| 위원     | 박순영 | 2021년 3월 17일 | 대법원장 지명                | 서울고등법원 인천재판부 고등법원 판사                                              |
| 위원     | 남래진 | 2022년 8월 2일  | 국회 선출                    | 인천광역시선거관리위원회 상임위원                                                  |

## 역대 상임위원
| 대수  | 이름   | 임기                                |
| ----- | ------ | ----------------------------------- |
| 1·2·3 | 윤영구 | 1963년 1월 21일 ~ 1978년 1월 23일   |
| 4     | 이긍호 | 1978년 1월 24일 ~ 1980년 8월 20일   |
| 5·6   | 백상건 | 1980년 8월 27일 ~ 1986년 2월 18일   |
| 7     | 김형준 | 1986년 2월 19일 ~ 1988년 12월 18일  |
| 8     | 한원도 | 1988년 12월 26일 ~ 1994년 12월 25일 |
| 9     | 김봉규 | 1994년 12월 26일 ~ 2000년 12월 25일 |
| 10    | 김수장 | 2000년 12월 26일 ~ 2001년 9월 11일  |
| 11    | 정수부 | 2001년 9월 12일 ~ 2004년 9월 11일   |
| 12    | 정홍원 | 2004년 10월 1일 ~ 2006년 9월 24일   |
| 13    | 김호열 | 2006년 10월 23일 ~ 2009년 10월 22일 |
| 14    | 강경근 | 2009년 12월 14일 ~ 2012년 12월 13일 |
| 15    | 이종우 | 2012년 12월 14일 ~ 2015년 12월 13일 |
| 16    | 문상부 | 2015년 12월 14일 ~ 2018년 12월 13일 |
| 17    | 조해주 | 2019년 1월 25일 ~ 2022년 1월 24일   |
| 18    | 김필곤 | 2022년 5월 17일 ~                   |